# Sophie van Winden
 (octobre 2018).
Si vous disposez d'ouvrages ou d'articles de référence ou si vous connaissez des sites web de qualité traitant du thème abordé ici, merci de compléter l'article en donnant les références utiles à sa vérifiabilité et en les liant à la section « Notes et références ».
 Sophie van Winden, née le 24 novembre 1983 à Amsterdam, est une actrice néerlandaise.

## Filmographie

### Cinéma et téléfilms
- 2005 : Live! de Willem van de Sande Bakhuyzen et Jean van de Velde[2]
- 2006 : Spoorloos verdwenen (nl) : Lies van den Berg
- 2008 : Parels & zwijnen : Marielle
- 2009 : Happy End : Xandra
- 2010 : 13 in de oorlog (nl) : Christina
- 2010 : De Troon (nl) : Mathilde van Limburg
- 2011 : Code Blue de Urszula Antoniak : Anne[3]
- 2011 : Het onopmerkelijke leven van Hans Boorman : Ellis jong
- 2011 : Getuige : La petite amie
- 2011 : Eileen : Eileen
- 2013 : 20 leugens, 4 ouders en een scharrelei (nl) de Hanro Smitsman : La banquière de spermes des employés [4]
- 2013 : Retour : Marie
- 2013 : Rood (nl) : Le chaperon rouge
- 2013-2016 : Dokter Deen (nl) : Eva van Liesschoten
- 2014 : Kenau (nl) de Maarten Treurniet : Magdalena[5]
- 2014-2016 : Heer & Meester (nl) : Floor van Nijevelt Guljé[6]
- 2016 : Prey de Dick Maas : Lizzy[7]
- 2016 : Land van Lubbers (nl) : Reine Beatrix
- 2016-2018 : Heer & Meester (nl) : Floor van Nijevelt Guljé
- 2017 : Brothers de Hanro Smitsman : La détective[8]
- 2018 : Ik Weet Wie Je Bent (nl) : Eva van Duren